# أندريه فيلهلم
أندريه فيلهلم (بالفرنسية: André Wilhelm)‏ مواليد 7 فبراير 1943 في فرنسا، هو دراج فرنسي سابق.

## روابط خارجية
- أندريه فيلهلم على موقع أرشيف الدراجات (الإنجليزية)
- أندريه فيلهلم على موقع إحصائيات الدراجات الإحترافية (الإنجليزية)